# Primera Junta

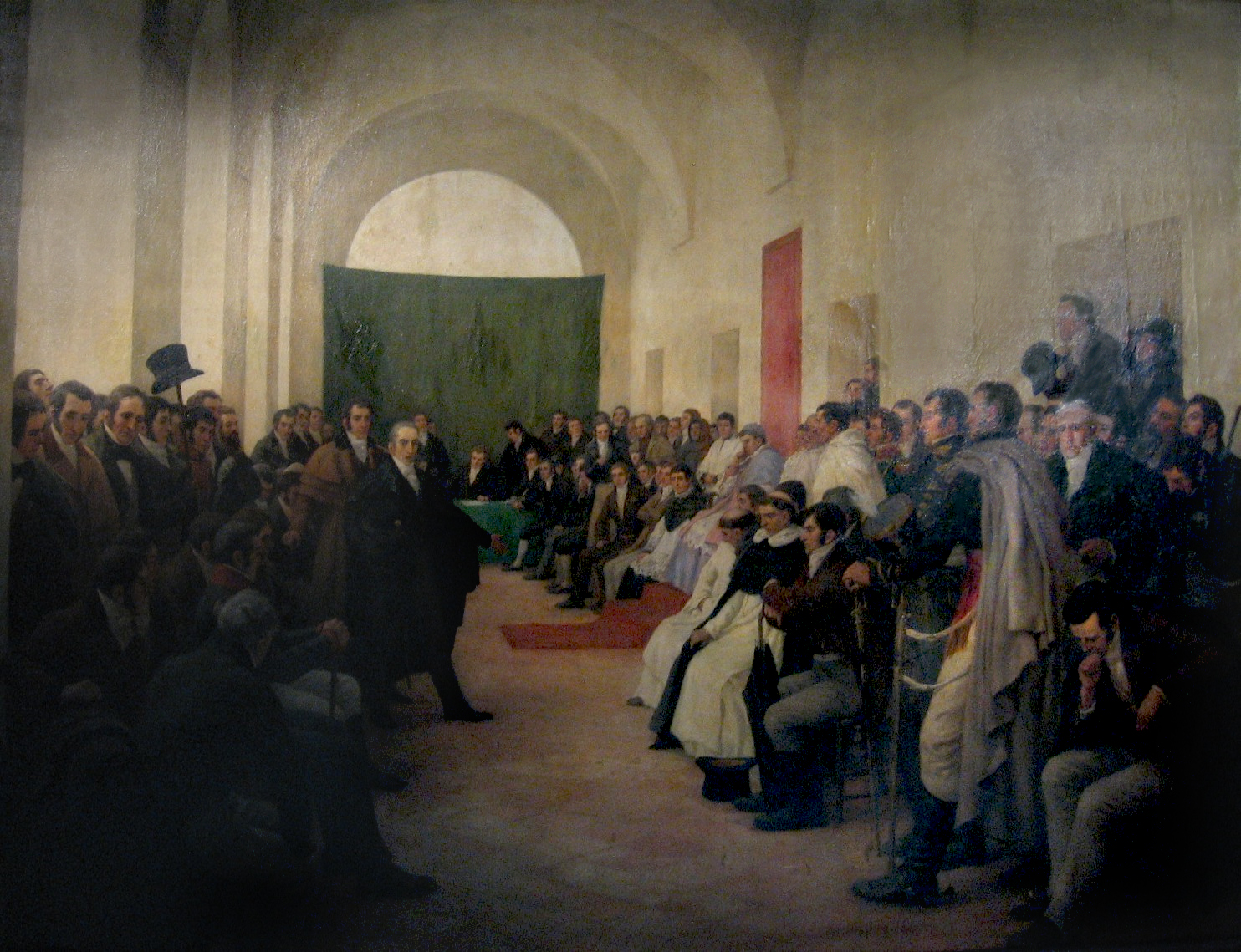
Pierwsze posiedzenie Zgromadzenia Narodowego

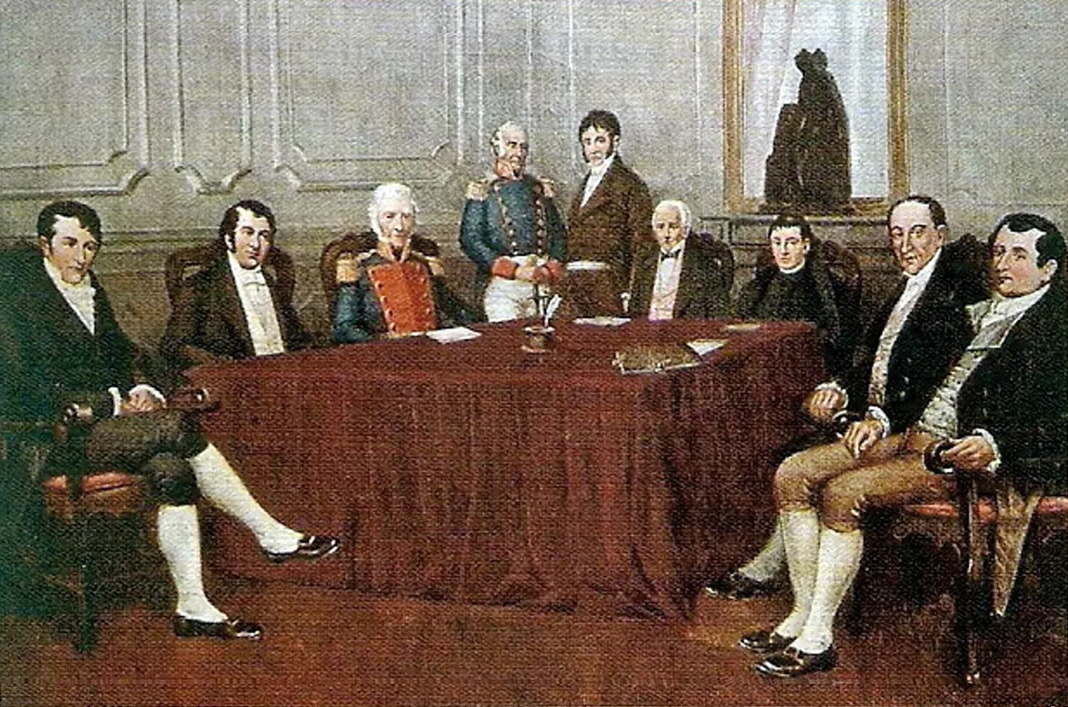
Primera Junta na XIX-wiecznym obrazie Francisco Fortuny (malarz)

Primera Junta, inaczej Pierwsze Zgromadzenie Narodowe – najczęściej stosowana nazwa pierwszego niepodległego rządu Argentyny. Został utworzony 25 maja 1810 roku w wyniku wydarzeń rewolucji majowej. W skład junty początkowo wchodzili jedynie przedstawiciele Buenos Aires. Po poszerzeniu o przedstawicieli innych miast Wicekrólestwa La Platy, zaczęto stosować nazwę Junta Grande. Junta działała z El Fuerte, fortu w dzisiejszej dzielnicy Casa Rosada, który od roku 1776 był siedzibą wicekróla.

## Utworzenie
Junta – oficjalnie nosząca nazwę Junta Provisional Gubernativa de las Provincias del Río de la Plata a nombre del Señor Don Fernando VII (Tymczasowo Rządzące Zgromadzenie Prowincji Río de la Plata w imieniu Don Ferdynanda) – teoretycznie sprawowała władzę w imieniu króla Hiszpanii, który był w tym czasie więźniem Napoleona. Junta w czasie inwazji francuskiej była formą przejściowego rządu, który miał zapewniać niepodległość hiszpańskich miast nie zajętych przez Francuzów. Dla hiszpańskich prowincji zamorskich w Ameryce najważniejszą była Junta Sewilli, która rościła pretensje do wyłączności na handel z Ameryką. Zamieszkujący Amerykę Południową Hiszpanie nie zgadzali się z tym, w związku z czym rolę Sewilli przejęła Junta Suprema Central („Najwyższa Junta Centralna”) Hiszpanii, gdzie reprezentowane były kolonie amerykańskie.
Gdy w roku 1810 Junta Suprema Central uległa rozwiązaniu, politycznie aktywni obywatele Buenos Aires uznali, że nadszedł najlepszy moment do ustanowienia własnego rządu.
Byli pod wpływem ostatnich demokratycznych i republikańskich idei doby Oświecenia, a ponadto zaniepokojeni handlowym monopolem Korony, który dławił miejscową gospodarkę. Do tego czasu prowincja Buenos Aires częściowo zaspokajała te problemy kontrabandą. Lokalni politycy, jak były członek rady i doradca wicekróla, Juan José Castelli, którzy chcieli zmian w stronę samorządu i wolnego handlu, cytowali tradycyjną hiszpańską teorię polityczną i twierdzili, że w sytuacji, gdy król jest uwięziony, władza wraca do ludu. Obywatele mieli stworzyć rząd tymczasowy, do powrotu króla, podobnie jak jego poddani w Hiszpanii, którzy dwa lata wcześniej potworzyli własne junty. Wicekról i jego zwolennicy argumentowali, że kolonie należą do Hiszpanii i mają stosunki politycznie nie tylko z królem. Dlatego winny posłuszeństwo legalnym władzom, konkretnie Najwyższej Juncie Centralnej i jej następczyni, Radzie Regencyjnej.
Obrady cabildo abierto (nadzwyczajnego otwartego zgromadzenia ponad 200 notabli, przedstawicieli administracji, Kościoła, cechów i gildii oraz różnych stowarzyszeń), trwające od 22 do 25 maja 1810 roku, odbywały się pod silnym naciskiem tłumów, jakie zebrały się przez budynkiem zgromadzenia na Plaza Mayor (dzisiaj Plaza de Mayo). Tłum popierał stanowisko miejscowych polityków i w rezultacie cabildo zakończyło się utworzeniem Primera Junta, pierwszego lokalnego rządu terytoriów, które miały wkrótce zostać Argentyną. Hiszpania nie miała nigdy odzyskać władzy nad tymi ziemiami. Od samego początku istnienia nowego rządu istniały w nim dwie frakcje: bardziej radykalna, na czele której stał sekretarz junty, Mariano Moreno, i konserwatywna, wspierająca prezydenta junty, Cornelio Saavedrę.
Pryncypiami Rewolucji Majowej były swobody obywatelskie, prawo do reprezentacji i federalizacji, podział kompetencji i upublicznienie działań władz.

## Dzieje Junty

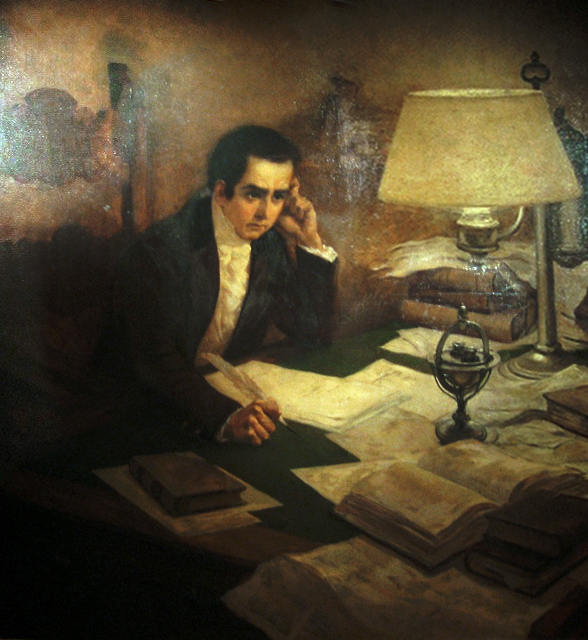
Mariano Moreno, sekretarz i jeden z czołowych działaczy Primera Junta

Mimo usunięcia wicekróla Cisnerosa, Audiencia Real (sąd apelacyjny) i Cabildo miały nadal władze, jakie istniały przed Rewolucją i które od pierwszego dnia przeciwstawiały się Juncie. Audiencia najpierw odmówiła złożenia przysięgi na wierność Juncie, a kiedy to wreszcie została do tego zmuszona, prokurator Caspe zrobił to z wyraźnym lekceważeniem. Wkrótce potem Caspe został – w odpowiedzi na ów gest – napadnięty w pobliżu własnego domu. Cabildo próbowało z kolei wprowadzić ograniczenie czasowe Junty: jeśli Kongres Generalny nie zostanie zwołany w ciągu 6 miesięcy, Cabildo powoła nowy rząd. Junta odpowiedziała tego samego dnia odrzucając wszelkie ograniczenia. Audiencia domagała się następnie, by Junta podporządkowała się Radzie Regencyjnej; Junta odmówiła powołując się na to, że Cisneros też tego nie uczynił, a Audiencia nie żądała odeń niczego. Audiencia wkrótce potem zaprzysięgła wierność Radzie Regencyjnej, a w odpowiedzi wszyscy jej członkowie zostali skazani na banicję. Zostali zmuszeni, wraz z eks-wicekrólem Cisnerosem, do wejścia na statek Dart, który zawiózł ich na Wyspy Kanaryjskie; wyjątkami byli markiz del Plata, który przebywał w tym czasie w Banda Oriental i 80-letni Lucas Muñoz Cubero.
Primera Junta była od początku świadkiem ostrej rywalizacji Saavedry i Moreno. Według Ignacio Núñeza, Moreniści oskarżali Saavedrę o przygotowywanie zamachu stanu celem odtworzenia tyrańskich rządów wicekrólów, z kolei Saavedryści pomawiali Moreno o uzurpowanie pozycji rządowych jakie mu się nie należały. Matheu w swoich wspomnieniach zauważa też, że Moreniści byli niezadowoleni, ponieważ widzieli jak Saavedra odbiera honory i odznaczenia, których oni się wyrzekli.
Junta została przyjmowana z mieszanymi uczuciami przez inne miasta wicekrólestwa. Santa Fe, Entre Ríos, Misiones, Corrientes i Mendoza poparły zmiany, inne nie. Górne Peru, ciągnące znaczne korzyści z systemu mita przy eksploatacji kopalń w Potosi, popierała rządy absolutystyczne jeszcze przez wiele lat. Javier De Elío z Montevideo odmówił Juncie uznania. Paragwaj był podzielony, ale rojaliści przeważali. Jednak największym niebezpieczeństwem dla Junty była Córdoba, gdzie Santiago de Liniers porzucił emeryturę i zaczął organizować armię, chcąc poprowadzić kontrrewolucjonistów na Buenos Aires. Junta poleciła Ortizowi de Ocampo wystąpić przeciwko kontrrewolucjonistom i dostarczyć ich przywódców w kajdanach do Buenos Aires. Później wydany rozkaz nakazywał – zamiast tego – rozstrzeliwać ich na miejscu, ale po pokonaniu Liniersa Ortiz de Ocampo postanowił zignorować ostatni, a wykonać pierwszy rozkaz. Junta – za niesubordynację – zwolniła Ocampo, a w jego miejsce powołała Juana José Castelliego. Castelli 26 sierpnia rozkazał rozstrzelać wszystkich kontrrewolucjonistów z wyjątkiem księdza Orellany. Mariano Moreno był w tym czasie powszechnie uważany za przywódcę rewolucji, którego rezolucje doprowadziły do radykalnych zmian w absolutystycznym systemie, jakiemu Junta do tej pory ulegała.
Dowódcy wojskowi, obawiając się utraty przewagi Saavedry, naciskali na Juntę, by ta ściślej kontrolowała Moreno. Moreno, ze swej strony, odniósł sukces uzyskując aprobatę swych dekretów ograniczających władzę Saavedry i innych. W grudniu napięcie sięgnęło szczytu. Saavedra zyskał poparcie przedstawicieli prowincji, którzy jeszcze nie otrzymali zgody na wejście do Junty. Z tym poparciem Saavedra zadał Moreno decydujący cios: zmusił go 18 grudnia do rezygnacji. Dopiero po rezygnacji Moreno przyjęcie przedstawicieli prowincji do Junty stało się możliwe. Tego samego dnia Primera Junta została przekształcona w Junta Grande.

## Polityka zagraniczna
Primera Junta obawiała się portugalskiego ekspansjonizmu w kierunku La Platy, czy to bezpośredniego, czy to poprzez skorzystanie z projektu karlotystycznego. Dyplomacja w Hiszpanii starała się zapobiec ekspedycji karnej i ograniczyć konflikty zbrojne do zrywów rojalistycznych w Paragwaju, Górnym Peru i Banda Oriental. Junta deklarowała się jako naturalny sprzymierzeniec miast, które wystąpią przeciw rojalistom; zarówno tych, które wspierały Rewolucję Majową, jak i tych, które powstały samie przeciw Koronie (na przykład Chile).
Wielka Brytania, sprzymierzona z Hiszpanią w dobie wojen napoleońskich, zachowywała neutralność wobec konfliktów patriotów z rojalistami. Dyplomacja brytyjska stała na stanowisku nie mieszania się w wewnętrzne konflikty tak długo, jak długo nie cierpiał na tym handel brytyjski.